# Nando Rafael
Nando Rafael (ur. 10 stycznia 1984 w Luandzie, Angola) – angolski piłkarz grający na pozycji napastnika.
Mierzy 180 cm i gra jako wysunięty napastnik. Jest wychowankiem słynnej szkółki Ajaxu Amsterdam, w której podnosił swoje umiejętności w latach 1994–2002.

## Przed zawodową karierą
Jego rodowitym krajem jest Angola, którą jednak opuścił w wieku 8 lat. Powód był niezwykle przykry, bowiem jego rodzice zginęli w wojnie domowej. Sam Rafael przeżył tylko dlatego, iż w czasie ataku na jego rodzinne miasto, przebywał w sąsiedniej miejscowości, gdzie grał w piłkę. Niedługo później, nielegalnie wyemigrował do Holandii. Po dziesięciu latach i długim sporze z holenderskimi władzami, udało mu się zdobyć paszport Angoli. Nando nie otrzymał jednak pozwolenia na pracę, dlatego musiał wyjechać do Niemiec.

## Kariera
Rafael już w Angoli kopał w piłkę. Podczas pobytu w Holandii, zapisał się do prestiżowej szkółki Ajaxu Amsterdam, gdzie podnosił swoje umiejętności. Ze względu na problemy związane z brakiem pozwolenia na pracę, w 2002 roku wyjechał do Berlina, gdzie związał się z tamtejszą Herthą BSC. Mimo iż barwy Starej Damy reprezentował zaledwie przez trzy lata, to swoimi bramkami dał się zapamiętać kibicom. W pewnym momencie stracił miejsce w pierwszej jedenastce i przeniósł się do Borussii Mönchengladbach. Tam miał rozpocząć nowy rozdział swojej karierze, ale było nieco gorzej niż w poprzednim klubie. Przez dwa sezony gry zaliczył 45 spotkań i zdobył tylko 9 bramek. Pod koniec sezonu 2007/2008 Nando świętował awans do Bundesligi ze ”Źrebakami”. Pomimo tego sukcesu, postanowił przenieść się do Aarhus. Od czerwca 2012 roku występował w Fortunie Düsseldorf. W 2013 roku przeszedł do Henan Jianye. W 2015 został zawodnikiem VfL Bochum. W 2016 roku odszedł z tego klubu.
Rafael, po otrzymaniu niemieckiego obywatelstwa, spisywał się na tyle dobrze, że otrzymał powołanie do reprezentacji Niemiec U-21. W jej barwach rozegrał 13 spotkań i zdobył 5 goli.

## Życie prywatne
Obywatelstwo niemieckie Nando uzyskał w lipcu 2005. Od tamtego czasu mieszka ze swoją dziewczyną, Laurą. W grudniu 2006 roku przyszła na świat ich córka, której dali na imię Chelsea.